# Rivière au Hibou
Pour l’article homonyme, voir Hibou (homonymie).
Ne doit pas être confondu avec Rivière du Hibou ou Rivière Hibou.
La rivière au Hibou est un affluent de la rivière de l'Aigle, coulant dans le territoire non organisé du Lac-Pythonga et de la municipalité de Cayamant, dans la municipalité régionale de comté (MRC) de La Vallée-de-la-Gatineau, dans la région administrative de l'Outaouais, au Québec, au Canada.
Dès la seconde moitié du XIXe siècle, la foresterie a été l'activité économique de ce secteur. Au XIXe siècle, la villégiature a été mise en valeur. La surface de la rivière est généralement gelée de la mi-novembre à la mi-avril (sauf dans les zones de courant rapide).

## Géographie
Les bassins versants voisins de la rivière au Hibou sont :
- côté nord : ruisseau Flynn, lac Jean, rivière Gatineau ;
- côté est : rivière de l'Aigle, lac de la Mer Bleue ;
- côté sud : ruisseau Dan, Petit ruisseau Hobblety, rivière de l'Aigle ;
- côté ouest : lac Pythonga, ruisseau Doyle, ruisseau Rondeau.

Le lac Pythonga (longueur de 9,3 km ; altitude : 207 m), situé dans le territoire non organisé de Lac-Pythonga épouse la forme d’un Y et constitue le principal plan d'eau de tête de la rivière du Hibou. L’embouchure de ce lac est situé à 11,2 km au nord-ouest de l’embouchure de la rivière du Hibou ; à 33,8 km au sud-ouest du centre-ville de Maniwaki ; à 38,1 km au nord-ouest de Gracefield et à 31,5 km au sud-est de la confluence de la rivière de l'Aigle et de la rivière Désert.
L'embouchure du Pythonga se situe au sud-est du lac. À partir de cette embouchure, la rivière du Hibou coule sur 13,0 km selon les segments suivants :
- 2,5 km vers le sud-est, jusqu'à la presqu’île délimitant la rive ouest du lac Mooney ;
- 1,9 km vers l’est, en traversant le lac Mooney (longueur : 3,2 km ; altitude : 236 m), jusqu'à son embouchure ;
- 6,0 km vers le nord-est, le sud, puis le sud-est en traversant le lac au Hibou (altitude : 236 m) sur sa pleine longueur, jusqu'à la décharge du lac Harding (venant du nord-ouest) ;
- 2,6 km vers l’est, puis vers le sud-est, jusqu'à son embouchure qui se déverse dans la rivière de l'Aigle[2].

À partir de l’embouchure de la rivière au Hibou, le courant coule vers le nord par la rivière de l'Aigle, puis vers le sud par la rivière Désert laquelle est un affluent de la rive ouest de la rivière Gatineau.

## Toponymie
Le toponyme rivière au Hibou a été officialisé le 5 décembre 1968 à la Banque des noms de lieux de la Commission de toponymie du Québec, soit lors de sa création.